# 황건 (1979년)
황건(1979년 8월 14일 ~ )은 대한민국의 배우이다.

## 학력
- 대일외국어고등학교 졸업
- 고려대학교 노어노문학 학사
- 한국예술종합학교 연기학 석사

## 출연 작품

### 영화
- 《레오》 (2019년, 단편) - 싸이클 남 역
- 《보희와 녹양》 (2019년) - 출판남 역
- 《인간의 시간》 (2018년)
- 《더 펜션》 (2018년) - 원기 역
- 《싱글라이더》 (2017년) - 보험사 매니저 역
- 《그물》 (2016년) - 요원 1 역
- 《일대일》 (2014년) - 오정택 역
- 《신촌좀비만화》 (2014년) - 경찰 1 역
- 《변호인》 (2013년) - 유정혁 변호사 역
- 《숙녀와 수용소》 (2012년) - 인민군 역
- 《나의 오른쪽, 당신의 왼쪽》 (2012년) - 지훈 역
- 《김종욱 찾기》 (2010년) - 형사 역
- 《소와 함께 여행하는 법》 (2010년) - 선배 역
- 《전우치》 (2009년) - 보좌관 역
- 《증발》 (2007년) - 장성훈 역
- 《기린과 아프리카》 (2007년) - 지훈 역
- 《태풍》 (2005년) - 수석보좌관 역

### 드라마 & 시트콤
- 《마에스트라》 (2023년, tvN) - 노바하 역
- 《디어엠》 (2021년, KBS2) - 문택근 역
- 《날씨가 좋으면 찾아가겠어요》 (2020년, JTBC) - 차윤택 역
- 《중섭》 (2016년, KBS1) - 이중섭 역
- 《육룡이 나르샤》 (2016년, SBS) - 제29회 출연, 김저 역
- 《일리있는 사랑》 (2014년, tvN)
- 《쓰리 데이즈》 (2014년, SBS) - 탈북자 브로커 역
- 《내 여자》 (2008년, MBC) - 윤세호 역
- 《한국사 전 - 잊혀진 기록, 독립운동의 대부 최재형》 (2008년, KBS1) - 최재형 역
- 《러브 레이싱》 (2008년, YTN)
- 《거침없이 하이킥!》 (2007년, MBC)
- 《KBS 역사스페셜 - 가네꼬 후미꼬》 (2006년, KBS1) - 다테마쓰 역

### 뮤지컬
- 《디스 라이프 - 주그리 우스리》 (2014년) - 태을 역
- 《모비딕》 (2011년) - 에이헙 선장 / 필레그 역

### 연극
- 《데모크라시》 (2013년)
- 《오이디푸스》 (2011년) - 첼로 / 코러스 역
- 《햄릿Q1》 (2008년) - 클로디우스 역
- 《너무 가깝고 너무 먼 우리사이》 (2007년) - 철수 역

### 뮤직비디오
- 조성훈 - Always Loving You (2007년)

### 방송
- 《KBS 인간극장 - 닐루, 너는 내 운명》 (2015년, KBS 1TV)

## 가족 관계
- 아버지: 황병옥 ( ~ 2021년 12월 26일)
- 어머니: 최미자 (1951년생)
- 형제자매: 남동생 황대호 (1981년생)